# Fabricio Vidal
Fabricio Nicolás Vidal Piñeiro (Montevideo, 20 marzo 2003) è un calciatore uruguaiano, difensore del Cerro.

## Caratteristiche tecniche
È un difensore centrale.

## Carriera

### Club
È cresciuto nel settore giovanile del River Plate (M), con cui ha debuttato il 29 settembre 2022 nell'incontro dei sedicesimi di finale di Copa Uruguay perso 2-0 contro il Defensor Sporting. Nel febbraio del 2024 è stato ceduto in prestito all'Uruguay Montevideo con cui ha disputato una stagione in seconda divisione.
Nel 2025 è stato acquistato a titolo definitivo dal Cerro.

## Statistiche

### Presenze e reti nei club
Statistiche aggiornate al 8 marzo 2025.
| Stagione               | Squadra                | Campionato             | Campionato | Campionato | Coppe nazionali | Coppe nazionali | Coppe nazionali | Coppe continentali | Coppe continentali | Coppe continentali | Altre coppe | Altre coppe | Altre coppe | Totale | Totale | Totale |
| Stagione               | Squadra                | Comp                   | Pres       | Reti       | Comp            | Pres            | Reti            | Comp               | Pres               | Reti               | Comp        | Pres        | Reti        | Pres   | Reti   |        |
| ---------------------- | ---------------------- | ---------------------- | ---------- | ---------- | --------------- | --------------- | --------------- | ------------------ | ------------------ | ------------------ | ----------- | ----------- | ----------- | ------ | ------ | ------ |
| 2022                   | River Plate (M)        | PD                     | 0          | 0          | CU              | 1               | 0               | -                  | -                  | -                  | -           | -           | -           | 1      | 0      |        |
| 2023                   | River Plate (M)        | PD                     | 11         | 0          | CU              | 1               | 0               | -                  | -                  | -                  | -           | -           | -           | 12     | 0      |        |
| Totale River Plate (M) | Totale River Plate (M) | Totale River Plate (M) | 11         | 0          |                 | 2               | 0               |                    | -                  | -                  |             | -           | -           | 13     | 0      |        |
| 2024                   | Uruguay Montevideo     | SD                     | 7          | 0          | CU              | 1               | 0               | -                  | -                  | -                  | -           | -           | -           | 8      | 0      |        |
| 2025                   | Cerro                  | PD                     | 0          | 0          | CU              | 0               | 0               | -                  | -                  | -                  | -           | -           | -           | 0      | 0      |        |
| Totale carriera        | Totale carriera        | Totale carriera        | 18         | 0          |                 | 3               | 0               |                    | -                  | -                  |             | -           | -           | 21     | 0      |        |